# الكأس السوفيتي 1988–89
الكأس السوفيتي 1988–89 هو الموسم 48 من الكأس السوفيتي. أقيم خلال الفترة 2 مايو 1988 وحتى 25 يونيو 1989، وأشرف على تنظيمه الاتحاد السوفيتي لكرة القدم، وكان عدد الأندية المشاركة فيه 80، وفاز فيه توربيدو موسكو.